# شعر عراقي
الشعر العراقي جزء من الأدب العراقي والعربي ويشمل أيضًا الشعر المكوّن في خارج العراق من قبل شتات عراقي والشعر المكتوب بلغات أخرى في العراق منهم الكوردية والتركية العثمانية والسريانية والتركمانية والفارسية.

الشعر العراقي كجزء من أصله العربي له تاريخ يمتد لقرون، على الرغم من ذلك، التدفق التاريخي لبداية الشعر في العراق وتحديد هوية الشعر العراقي تعّد غامضة عند نقاد ومؤرخو الأدب. أن الاسم العربي العِرَاق مستخدم منذ ما قبل القرن السادس وهو يشير إلى بلاد ما بين النهرين/الرافدين. من الشعراء بلاد الرافدين والمتعلقة بالتاريخ القديم للعراق، ذكرت في مصادر إنخيدوانا أو إنهدوانا (2285-2250 ق م) وهي أميرة أكدية من أهل القرن الثالث والعشرين قبل الميلاد، والكاهنة الأعلى للإله نانا إلهه القمر عند السومريين في مدينة أور، أنها أقدم شاعرة معروفة تم تسجيل اسمها. وعن الشعراء بالعربية ما قبل القرن السابع هم جذيمة الأبرش (? - 268) ثالث ملوك تنوخ، ولقيط بن يعمر الإيادي (? - 380) وعدي بن زيد العبادي (? - 587) وهند بنت النعمان بن المنذر (? - بعد 610) الشاعرة  بن قبيصة
بلد الشعر هي نجد وليس العراق ? - 618) قائد عسكري ساساني.

عند الأدباء العرب لكثرة عدد الشعراء فيها.
يعد العراق من الدول المتعددة القوميات واللغات إذ أن تنوع القوميات أدى إلى تنوع اللغات المستخدمة في الشعر العراقي كالعربية والكردية والتركية والسريانية/الآشورية فضلاً عن الفارسية كإحدى اللغات الدولة العثمانية واللغات الدول المستضيفة للشتات العراقي. لم يقتصر الشعر العربي العراقي على العربية الفصحى بل تسلل إلى العامية العراقية بلهجاتها المختلفة، وهناك أيضًا شعر شعبي عراقي.

## تاريخه
شهدت بلاد الرافدين في العهد العباسي نهضة أدبية واسعة، دعمها الخلفاء والملوك والأمراء، فقد اجزلوا للشعراء العطايا والهبات الكثيرة. وقد أثرت الحالة السياسية والاجتماعية على الأدب تأثيرًا بينًا، وعنى العباسيون بالثقافة العربية وتعمقوا بها، وكان الشعر صورة لذلك العصر، وله أساليبه وفنونه الشعرية، واتسعت أغراض الشعر كأتساع الوصف والخمريات والعصبية والغلو في المدح والغزل بالمذكر، فكان سلس العبارة، واضح المعنى، جيّد الأسلوب، يعتمد على المحسنات اللفظية وابداع الصورة الجديدة، وكان العراق أوفر نصيبًا من البلاد العربية في الشعر العباسي. «واستطاع الشعر العراقي أن يقف على قدميه في كل ظرف، وأن يحتفظ بطابعه الأصيل حتى سقوط بغداد على يد هولاكو سنة 656 هـ.»

### الشعر في العراق العثماني

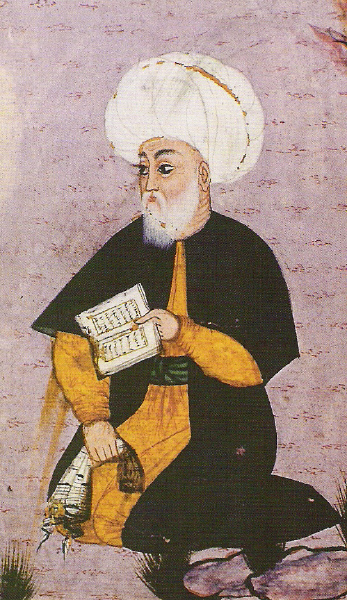
فضولي البغدادي (1494 - 1556) من الشعراء العراق العثماني، وقد نظم الشعر بثلاث لغات هي العربية والفارسية والتركية.

عرف العصر الذي تلا سقوط الدولة العباسية في العراق سنة 1258 بعصر الانحطاط. فقد خمدت الحركة الأدبية العربية وأصبح الشعر والنثر يتّسمان بالتقليد والإسفاف، وكادت المواضيع تقصتر على المدح والهجاء والرثاء والغزل والمراسلات الإخوانية. ونبغ في عهد الانحطاط شعراء نظموا بالتركية والفارسية، منهم فضولي البغدادي وابنه فضلي. وظل الأدب التركي مزدهرًا في العراق بعد استقلاله عند تركمان العراق، في كركوك وأنحائها.
أدى الشعر الفارسي في العراق إلى التفتت. أما الشعر الكردي فانتعش في السليمانية وأنحائها، وكان من أعلامه رسول مستي، والمحوي، وحريق، وأحمد مختار الجاف، وحجي قادر كويي.
أما النجف بقيت مدينة عربية ازدهر فيها الفقه وعلوم الدين واللغة والشعر التقليدي، وكان أبرز ممثلي الشعر العربي في ذلك العهد: كاظم الأزري، وصالح بن درويش التميمي، وعبد الباقي العمري، وعبد الغني آل جميل، وعمر بن رمضان الهيتي، ومحسن الخضري، وحيدر الحلي، وجعفر الشرقي، وجعفر الحلي وعبد الغفار الأخرس، وإبراهيم الطباطبائي وغيرهم الكثير من الشعراء الأدباء والفقهاء الذين سكنوا النجف أو كانوا من أبنائها.
برأي مير بصري، إن شعر عصر الانحطاط - الشعر العربي في العصر العثماني - يكاد يخلو من المعاني والأفكار الأصيلة والبوارق الصوفية واللمعات الذهنية واللمحات الوجدانية. وإذ كان يمتاز بسلامة اللغة والبلاغة في أحايين كثيرة، فإنه يتسّم بالجمود والتقليد والصرامة وضحل الخيال. انطوى الشعر على نفسه، وهبط هبوطًا نسبيًا، غير أنه أنجب رعيلًا من الشعراء كصفي الدين الحلي، وعبد الباقي العمري وغيرهم.

#### القرنين الثامن والتاسع عشر

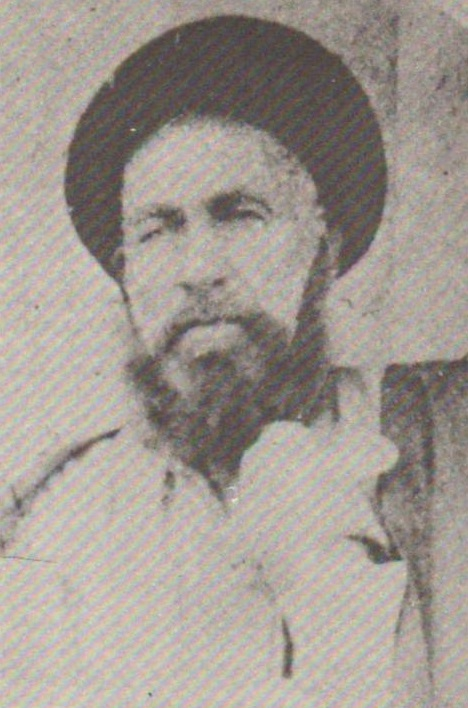
الفقيه محمد سعيد الحبوبي (1850 - 1915)؛ يعد نتاجه الشعري صدى لدوره التجديدي في الشعر العراقي في النصف الثاني من القرن 19 وقد اشتهر بنظم الموشحات.

ازدهر الشعر العراقي نسبيًا في القرن الثامن عشر، ونبغ فيه رعيل من الشعراء البارزين، مثل نصر الله الفائزي الحائري، فهو كان مدرّسًا للعلوم الدينية في كربلاء وله مدرسة مشهورة وخزانه كتب كبيرة، كما نبغ عددًا من تلامذته ومعاصريه أمثال حسين الرضوي، وأحمد بن حسن النحوي ونجليه هادي ومحمد رضا، وابن عواد البغدادي، وصادق الفحام وغيرهم. فهم الذين تميّز شعرهم بقوة اللفظ وفخامة الأسلوب والعناية بالمحسنات اللفظية والمعنوية وبرعوا في أغراض الوصف والنسيب والغزل والشكوى والهجاء.
في القرن التاسع عشر، تطرق فريق من الشعراء العراقيين إلى مدح السلاطين والإشادة بالولاة العثمانيين، وفريق آخر مدح النبي محمد وأهل بيته، وهناك نفر عالجوا القضايا القومية، وآخرون ممن نظموا القصائد والالغاز ووصفوا القهوة والنارجيلة، فاتخذوا من الشعر وسيلة للكسب أو للتسلي وقضاء الوقت. وقد برزت جماعة كبيرة من شعراء هذا القرن نالوا شهرة طائلة من بينهم راضي القزويني، وصالح الكواز، وعباس الملا علي البغدادي، وحيدر الحلي، وجعفر الحلي، وعبد الباقي العمري، وعبد الغني جميل، ومحمد علي كمونة، وقاسم الهر، وجواد بدقت، وصالح التميمي، ومحسن أبو الحب، وعبد الغفار الأخرس، وعبد الحميد الشاوي، ومحمد سعيد الإسكافي، ومحمد سعيد الحبوبي، وغيرهم الكثير. ازدهر الشعر وبلغ أوج عظمته في القرن التاسع عشر، فشمل بغداد والبصرة والحلة وكربلاء والنجف والكاظمية وسامراء والموصل. لقد لعب العامل الديني دورًا هامًا في الشعر العراقي في هذه الفترة، لا سيما والتي تركز على موضوعات واقعة الطف. ويعد حيدر الحلي من أشهر الشعراء الرثاء الحسيني. ولمحمد علي كمونة مراث كثيررة في الحسين بن علي. وكذلك جواد بدقت ومحسن أبو الحب. واتسم بعض شعر هذه الفترة بالذاتية المطلقة، فظهرت تجارب الشعر الفردية. وقد انبرى الشعراء إلى مدح الولاة رغبة في مال أو الحصول على جاه أو تقربًا إلى ذوى المناصب، منهم صالح التميمي، وعبد الباقي العمري، وعبد الغفار الأخرس. ثم ظهر محمد سعيد الحبوبي، له موشحات في تهنئة بعض أصدقائه بأعراسهم وأفراحهم، وللموشحاته قيمة فنية كبيرة بما فيها من غزل رقيق ووصف للطبيعة.
أوغل أغلب الشعراء القرن التاسع عشر في التقليد، وكان الشعر عندهم في أكثر أمثلته لعبة أو تلهية أو تهنئة أو طريقة مزاح إخوانية أو وسيلة تقرّب وتكسّب، أو كشفًا عن براعة لغوية أو إثباتًا لقدرات في النظم سريعة، أو قطعة تأريخ. برأي جلال الخياط، «وافتقد الشعر التجربة الحية الأصيلة، الخاصة والعامة، ونظم الشعراء قصائد في موضوعات غريبة شتى لا علاقة لها بالشعر.» وقد شهد الشعر العراقي في القرن التاسع عشر وأوائل العشرين إمعانًا وإصرارًا وتمسكًا بالتقليد، ما عدا قصائد واتجاهات محدودة، وتشبثًا بالأمثلة للعصور المتأخرة، ورفضًا لأية محاولة تجديد «وإن كانت بسيطة فوطأ ذلك لظهور حركة تجديد في الشعر ساعدت عوامل زمنية وسياسية وثقافية واجتماعية على انطلاقها وذيوعها وترسيخها.» 

#### عصر النهضة والاستقلال
تعد نهاية القرن التاسع عشر، بداية العصر الحديث في الشعر العراقي. فقد بدأت بوادر اليقظة الفكرية بعد اعلان الدستور العثماني سنة 1908 حيث انتشرت الصحف والمجلات. فجاء النهضة الأدبية العربية إلى العراق في مطلع القرن العشرين، وكان من روّاده الشاعران جميل صدقي الزهاوي ومعروف الرصافي، ثم تبعهما عند إعلان لدستور العثماني محمد رضا الشبيبي وأخوه محمد باقر، وعلي الشرقي، وخيري الهنداوي، وكاظم الدجيلي. وكان الرصافي والزهاوي خير ما يمثل الحركة الشعرية في بداية العصر الحديث في الشعر العراقي. طالب المثقفون بتحقيق مفاهيم جديدة كالحرية والعدالة والمساواة، وهكذا وسمت حركة الدستور العثماني والإيراني الشعر العراقي بصورة جديدة «لم نكن نعهده من قبل في القرن التاسع عشر، إذ بدأنا نسمع لأول مرة في الشعر العراقي الحديث همسات الاختلاجة القومية الجديدة تتمثل بكشلها البدائي في شعر تلك الحقبة في قصائد الرصافي ومحمد حبيب العبيدي والشيخ علي الشرقي وعبد العزيز الجواهري ومحمد رضا الشبيبي والزهاوي أحيانًا.» وقد حقق هؤلاء الشعراء في نقل الموضوعات الفردية الشخصية السائدة في زمانهم إلى الاجتماعات ، وثاروا على قيم اجتماعية وسياسية وفنية، وطالبوا بالتجديد في الشعر، واهتموا بقضايا مجتمعهم والمشكلات التي كان يجابهها، وبالمضامين الاصلاحية الاجتماعية.
```
فقد كان للشعر العربي مقام بارز وأثر بليغ في النهضة الاجتماعية والسياسية العراقية الحديثة. وكان الشعر يقوم مقام المقالات الافتتاحية قبل أن توجد الصحافة مع مزيّة أخرى له هي سهولة الحفظ والنقل والتداول. ثم قامت معارك اجتماعية وسياسية ووطنية خاض غمارها الأدب، ودعا شعراء النهضة إلى العلم والحرية. وظهر الشعر المنثور الحر ومذهب الرمزية والسوريالية.
[
19
]
```

وكان من أهداف هذا الشعر مسايرة التطور الثقافي والعمل على ابراز التيارات الأدبية المختلفة من خلال مهرجانات وامسيات تعقد في ارجاء البلاد، وكان من رواد هذه النهضة الشعرية الحديثة في العراق محمد حسن أبو المحاسن، الذي كان من مشاهير شعراء الثورة العراقية، وكذلك محمد مهدي البصير. ثم ظهر عبد المحسن الكاظمي الذّي لقّب بـ«شاعر العرب»، ولد ونشأ في الكاظمية، وحين قصد المصلح جمال الدين الأفغاني بغداد، سرعان ما اتصل به الكاظمي، ثم سافر إلى مصر فاشتهر هناك واتصل بالشيخ محمد عبده فأكرمه.
أما في الانتداب البريطاني على العراق (1917 - 1920) فقد انقسم الشعراء إلى القسمين: الأول لا يرى فرقًا بين محتل ومحتل، سواء أكان تركيًا أم إنكليزيًا، اما القسم الثاني فقد رأى الإنكليز خيرًا من الأتراك فمدحوهم واثنوا على دولتهم. ثم ظهر اتجاه ثالث يسعى للاستقلال ويدعو للقومية العربية. فظهر معروف الرصافي، من أعلام النهضة الوطنية ومن كبار شعراء العراق في العصر الحديث. كان مدافعًا عن حرية الفكر، ومعارضًا للاستبداد، ودعا في شعره إلى محاربة الظلم واصلاح الأمة، فاحتلت السياسة مساحة واسعة من شعره وقد قارع شعره السياسي عهود العثماني والبريطاني. أما جميل صدقي الزهاوي فهو من أبرز شعراء النهضة الأدبية الحديثة، له ستة دواوين مطبوعة. كان يجسد في قصائده ما كان يطلع عليه من نظريات وآراء علمية في علوم الحياة والطبيعة والفلك، وكان أكثر شعره «تشنيعًا على الاستبداد بمهاجمة أهل الحكم، وزراية على الجمود بمحاربة أهل الدين، وتحقيرًا للتأخير.» 
من أهم الأحداث التي أثرت في الشعر العراقي هي ثورة العشرين التي وقعت في 30 حزيران 1920، وكانت المناسبات الدينية كالمولد النبي والمآتم الحسينية أحسن مجال للثوار، فكان الخطباء والشعراء يتخذون من تلك المناسبات منبرًا للآثارهم وآرائهم الوطنية والمعادية للاستعمار. وكانت قصائد محمد مهدي البصير ومحمد حسن أبو المحاسن وعيسى عبد القادر الريزة لي، وعبد الرحمن البناء وعبد الحسين الأزري ومحمد الباقر الحلي وعطاء الخطيب وعبد الكريم العلاف مشهورة. خيري الهنداوي هو من أبرز الشعراء الثورة العراقية بعد أبو المحاسن والبصير. وقد نفي إلى جزيرة هنجام أثر قصيدة انشدها في مدينة الحلة ندد فيها بسياسة المستعمرين.
برأي سلمان هادي الطعمة، أن شعر صدر النهضة الحديثة تقليدي تندر فيه العاطفة، ومدرسة الزهاوي والرصافي تشكل سجلًا حافلًا بالأحداث ذلك العصر.

### الشعر في المملكة العراقية
أسست المملكة العراقية سنة 1921 على إثر تداعيات الثورة العربية الكبرى، إلا أن البلاد لم تنل الاستقلال إلا بعد عام 1932 لتكون من أوائل الدول العربية التي استقلت عن الوصاية الأوروبية، وتحديدا الانتداب البريطاني.

نشر محمد مهدي الجواهري أول قصيدة له في نوفمبر (كانون الثاني) 1921، وأخذ يوالي النشر بعدها في مختلف الجرائد والمجلات العراقية والعربية. فاحتل مكانه في الصدارة من الشعر العربي العمودي، وقد سجّل في ديوانه صور واحساسات الشعبية في مختلف أدواره، وعبّر عن آرائه، وتأثر باحداث السياسية وتياراتها.
أن الشعر العراقي بعد الاستقلال هو حصيلة المدرسة القديمة للشعر العراقي. أن هذه المدرسة بدأت تؤثر في شكل الشعر ومقوماته الفنية، وذلك في أعقاب الحرب العالمية الثانية سنة 1941. فالشعراء الجدد التفتوا إلى الوحدة العضوية وتنميتها، واتحاد الشكل والمضمون في القصيدة الحديثة. وأن حركات التجديد في موسيقى الشعر العربي والنشاط الواسع لهذه الطريقة بدأ بعد تأسيس جمعية أبولو ومجلتها في مصر سنة 1932، وأن مجلة كهذه قد وصلت إلى كافة الأقطار العربية وبضمنها العراق؛فيها نماذج متعددة من الشعر الحر، وقد اطلع عليها الأدباء العراق. تكرار اللفظ في هذا اللون من الشعر، تزداد أهمية في أداء الأماني والإفصاح عن المشاعر والعواطف والخلجات النفسية، وهذا اللون شائع لدى الكثير من شعراء العراق في القرن العشرين. صرّحت الشاعرة العراقية نازك الملائكة أنها أول من وضع مصطلح الشعر الحر وأطلقته على هذا اللون من الشعر الذي يتعمد التفعيلة كأساس عروضي له، مع عدم التقييد بالقافية الموحدة، ونفت علمها بأية دعوة شعرية تحمل نفس المصطلح.
ثم ظهر جيل الرواد من الشعر الجديد في العراق، الذين واجهوا الحياة الواقعية والرومانسية بمزيد من الجدة والأصالة والغنى. ويقسم محمد الجزائري شعراء هذا الجيل من الرواد في تلك المرحلة إلى رعيلين «لقد كان الرعيل من شعراء الشباب آنذاك يضمن إلى جانب السيّاب، محمود البريكان، نازك الملائكة، أكرم الوتري، رشيد ياسين، بلند الحيدري، حسين مردان، عبد الوهاب البياتي، كاظم السماوي، شاذل طاقة. ومعظم هولاء كانت مساهماتهم الشعرية أقرب إلى الاستقرار. أما الرعيل الثاني والذي بينه وبين الأول مسافة أربع أو خمس سنوات فهو الذي وقع نسبيًا تحت تأثير هؤلاء الشعراء والسيّاب بصورة خاصة، وأوضح شعرائه: سعدي يوسف، شفيق الكمالي، مظفر النواب، لميعة عباس عمارة، كاظم جواد، علي الحلي، راضي مهدي السعيد، محمد النقدي، موسى النقدي، صالح جواد الطعمة، كاظم التميمي، زهير أحمد القيسي، عبد الرزاق عبد الواحد، وغيرهم الكثير.» واستطاع الرعيل الأول من جيل الروّاد أن يحوّل هذه التجارب إلى نقطة جذب واهتمام ومن ثم إلى ظاهرة ملفتة للنظر. برأي جلال الخياط أن سنة 1947 هي البداية التاريخية للشعر الجديد في القرن العشرين بالعراق، «فتشكيلات نازك والسياب الشعرية نبهت إلى لون جديد من النظم توالت بعده قصائد مماثلة من شعراء كثيرين.»  وأعتبر السياب ونازك الملائكة وعبد الوهاب البياتي وبلند الحيدري أربعة من الرواد الذين نظموا بالطريقة الجديدة.
ومن الأحداث السياسية الهامة التي لعب الشعر فيها دورًا هامًا في العراق هي انتفاضة تشرين 1952، وكان ممن حيا هذه الانتفاضة عباس أبو الطوس، وكذلك جاسم الجبوري، وإبراهيم السامرائي.

### الشعر في الجمهورية العراقية (1958–68)
أن الشعر الحرر ابتكر وطوّر الحركة الشعرية العراقية، وعايش أحداثها، وقد أصاب قدرًا واسعًا من التطور في التجديد من حيث الأغراض والمضامين في فترة الستينات، فضلًا عن الجانب الشكلي. فقد شهد الشعر العراقي امتدادًا لسمات الرواد الأوائل، وهولاء الشعراء تأثروا بالأحداث السياسية الداخلية والعربية، ابتداء من ثورة تموز 1958 ووصولًا إلى حرب 1967 وما أعقبها من هزائم واستمرارية القضية الفلسطينية. وبعد ثورة تموز 1958 راحت الصحف العراقية تنشر عشرات القصائد تمجد بالثورة.
قال محسن أطيمش عن الشعر في هذه الفترة في كتابه «دير الملاك: دراسة نقدية للظواهر الفنية في الشعر العراقي المعاصر» (1982)، «ومن يتابع النتاج الشعري لجيل الستينات فسيرى أن خالد علي مصطفى يكاد يكون أبرزهم في الإفادة من العبارة أو المفردة التراثية إذا قيس نتاجه إلى نتاج زملائه كحسب الشيخ جعفر وسامي مهدي وفوزي كريم وحميد سعيد ومالك المطلبي وغيرهم، وسيمر بنا أن لغة فاضل العزاوي وهو من جيل خالد نفسه ستغدو في الشجرة الشرقية تمثيلًا للغة التراث.»
وكان مطلع السبعينات فرصة لرسوخ أقلام هؤلاء الشعراء ومن ظهر بعدهم، إلا أن قسمًا منهم لم يكونوا على نفس المستوى من الريادة والإبداع كالرواد الأوائل، وقد وصل بالبعض أن ينشروا نتاجات تافهة لا تشكل علامات مضيئة في الشعر الحر، برأي سلمان هادي الطعمة.

### الشعر في العراق البعثي
أول شاعر شعبي نظم «القصيدة البعثية» من خلال الإذاعة كان فلاح عسكر في بداية العام 1979. عرف علي محمد الحلي بـ«شاعر البعث» ويعد من الرعيل الأول من شعرا سياسيين لحزب البعث حتى انفصاله عن الحزب. وكتب قصائد بنفس قومي يتناغم وافكار حزب البعث مذ كان طالبًا في كلية الحقوق. وواصل نهجه السياسي والشعري حتى الثمانينات حين ترك كتابة الشعر ونشره منذ بداية الحرب العراقية الإيرانية لغاية تغيير النظام بعد غزو العراق 2003.

## الشعر في العراق اليوم
من الشعراء البارزين بعد 2003 هو مروان عادل حمزة الذي عدّ من الشعراء الشباب المحدثين العراقيين في القصيدة وقد حقق حضورًا كبيرًا برغم ابتعاده عن النشر حتى توفي يوم 22 أبريل 2021. وقد ظهرت وجدان النقيب بوصفها شاعرة شعبية ومحاربة للسرطان في بدايات عقد 2010، إذ عانت من سرطان الغدد الليمفاوية، فـ«حاربت السرطان بالشعر» حتى توفيت عن 24 عامًا بسبب مرضها.
الشعر لا يزال يهيمن على الأدب العراقي ويتفوق الفضاء الشعري في إنتاج أدبي بالعراق في القرن الحادي والعشرين حيث صرّح صحفي وشاعر عراقي رعد كريم عزيز في فبراير 2019 أن «ما زال العراق بلد شعر، لا رواية، والشاعر تحت بقعة الضوء، بينما الراوي يخفي في ثنايا السرد تمهله ورويته، على عكس الشاعر، الذي يفور إحساساً مباشراً، يقذف بلهب الإحساس، ولديه متلق متلهف للشعر لكي يصعد كفيه بالتصفيق، ولا يزال الشاعر يراقب عيون الحضور ليرى مدى تأثيره عليهم.»

## الأحداث والنشاطات
تقيم وزارة الثقافة العراقية مهرجان المربد الشعري منذ 1971 في البصرة. انطلقت أولى دوراته في 1 أبريل (نيسان) 1971، وبلغت دوراته 18 دورة حتى 2002، ثم استؤنفت سنة 2004 بجهود شخصية من قبل أدباء بصريين. ويعد من أهم الفعاليات الثقافية في العراق. واتحاد الأدباء العراقيين ينظم «مهرجان الجواهري الشعري» سنويًا منذ 2003 في بغداد؛ ويعد المهرجان الثاني المهم بعد المربد الذي انتقلت فعالياته بعد 2003 إلى البصرة.

### فهرس المراجع
1. ↑  Gods, Demons, and Symbols of Ancient Mesopotamia: An Illustrated Dictionary by Jeremy Black and Anthony Green (1992, ISBN 0-292-70794-0), p. 134 (entry "Nanna-Suen").
2. ↑  "من أعمدة الشعر العراقي". دويتشه فيله. 2 سبتمبر 2011. مؤرشف من الأصل في 2019-12-09. اطلع عليه بتاريخ 2019-10-10. {{استشهاد ويب}}: |archive-date= / |archive-url= timestamp mismatch (مساعدة)
3. ↑  "شعراء عراقيون يكتبون اغترابهم ... بلغات منافيهم". جريدة الحياة. 11 أكتوبر 2009. مؤرشف من الأصل في 2019-10-03. اطلع عليه بتاريخ 2019-10-03.
4. ↑  "العراق بلد الشعراء". جريدة الرياض. 22 أبريل 2010. مؤرشف من الأصل في 2017-06-07. اطلع عليه بتاريخ 2019-10-03.
5. ↑  "شعراء السريانية والكردية والآشورية والتركمانية في العراق.. الإبداع بلغة الضاد". مؤرشف من الأصل في 2020-03-09. اطلع عليه بتاريخ 2020-04-24.
6. 1 2  سلمان هادي الطعمة (1993)، ص.9
7. 1 2  مير بصري (1994)، ص.27
8. 1 2  مير بصري (1994)، ص.28
9. ↑  سلمان هادي الطعمة (1993)، ص.10
10. ↑  سلمان هادي الطعمة (1993)، ص.11
11. ↑  سلمان هادي الطعمة (1993)، ص.13
12. ↑  سلمان هادي الطعمة (1993)، ص.14
13. ↑  جلال الخياط (1987)، ص.12
14. 1 2  سلمان هادي الطعمة (1993)، ص.15
15. ↑  مير بصري (1994)، ص.29
16. 1 2  سلمان هادي الطعمة (1993)، ص.19
17. ↑  سلمان هادي الطعمة (1993)، ص.16
18. ↑  جلال الخياط (1987)، ص.53
19. ↑  مير بصري (1994)، ص.30
20. ↑  سلمان هادي الطعمة (1993)، ص.17
21. ↑  سلمان هادي الطعمة (1993)، ص.18
22. ↑  سلمان هادي الطعمة (1993)، ص.20
23. ↑  سلمان هادي الطعمة (1993)، ص.24
24. ↑  سلمان هادي الطعمة (1993)، ص.25
25. ↑  سلمان هادي الطعمة (1993)، ص.21
26. ↑  سلمان هادي الطعمة (1993)، ص.27
27. 1 2 3 4  سلمان هادي الطعمة (2002)، ص.9-17
28. ↑  جلال الخياط (1987)، ص.129
29. ↑  جلال الخياط (1987)، ص.136
30. ↑  سلمان هادي الطعمة (1993)، ص.38
31. ↑  سلمان هادي الطعمة (1993)، ص.43
32. ↑  "عن القصيدة البعثية". مؤرشف من الأصل في 2021-11-30. اطلع عليه بتاريخ 2021-11-29.
33. ↑  "علي الحلي: سكتُ في زمن "مَن تكلمَ قتلناهُ، ومَن صمَتَ ماتَ كمداً"". مؤرشف من الأصل في 2019-10-12. اطلع عليه بتاريخ 2021-11-29.
34. ↑  "شاعر البعث سابقا يفتح النار على المداحين.. ويغني لسقوط الصنم". مؤرشف من الأصل في 2021-11-30. اطلع عليه بتاريخ 2021-11-29.
35. ↑  "اختلف مع صدام وهو في عليائه: علي الحلي ينطفىء كما شعلة البعث". مؤرشف من الأصل في 2021-01-27. اطلع عليه بتاريخ 2021-11-29.
36. ↑  أدباء كربلاء : العديد من النصوص تتغنى بالعراق والمواطن قرءها الشاعر مروان عادل حمزة - العراق نت نسخة محفوظة 2021-06-16 على موقع واي باك مشين.
37. ↑  "نسخة مؤرشفة". مؤرشف من الأصل في 2020-06-15. اطلع عليه بتاريخ 2022-02-26.{{استشهاد ويب}}:  صيانة الاستشهاد: BOT: original URL status unknown (link)
38. ↑  "العراق لا يزال بلد شعر لا رواية". مؤرشف من الأصل في 2019-02-03. اطلع عليه بتاريخ 2020-02-17.
39. ↑  "ديوان العرب وتحولاته في مهرجان المربد الشعري بالبصرة". مؤرشف من الأصل في 2021-09-04. اطلع عليه بتاريخ 2021-12-16.
40. ↑  "مهرجان الجواهري الشعري في دورته الثانية عشرة في بغداد: مواجهة قوى الظلام بحروف مضيئة". مؤرشف من الأصل في 2023-04-19. اطلع عليه بتاريخ 2021-12-16.[وصلة مكسورة]

### معلومات المراجع
- جلال الخياط (1987). الشعر العراقي الحديث، مرحلة وتطور (ط. الثانية). بيروت، لبنان: دار الرائد العربي.
- سلمان هادي الطعمة (1993). دراسات في الشعر العراقي الحديث (ط. الأولى). بيروت، لبنان: دار البيان العربي.
- مير بصري (1994). أعلام الأدب في العراق الحديث (ط. الأولى). لندن، بريطانيا: دار الحكمة. ج. الجزء الأول.
- سلمان هادي الطعمة (2002). رواد الشعر الحر في العراق (ط. الأولى). بيروت، لبنان: دار البلاغة.